# Kami-tachi ni Hirowareta Otoko
Kami-tachi ni Hirowareta Otoko (神達に拾われた男 lit. El hombre que fue recogido por los dioses?), también conocida como By the Grace of the Gods, es una serie de novelas ligeras japonesas escritas por Roy e ilustradas por Ririnra. La serie sigue a Ryoma Takebayashi, un hombre que muere mientras duerme en un desaforunado accidente, solo que es elegido por tres dioses para reencarnarse en un mundo de fantasía, usando su conocimiento pasado combinado con nuevos poderes otorgados por los dioses para ayudar a otros y vivir una vida abundante. Comenzó a serializarse en línea en enero de 2014 en el sitio web de publicación de novelas generado por Shōsetsuka ni Narō, con una versión revisada que comenzó a serializarse desde septiembre de 2015.
Posteriormente, la serie fue adquirida por Hobby Japan, que ha publicado diecisiete volúmenes desde septiembre de 2017 bajo su sello HJ Novels. Una adaptación al manga con el arte de Ranran ha sido serializado en línea a través del sitio web Manga UP! de Square Enix desde noviembre de 2017 y se ha recopilado en catorce volúmenes tankōbon. La novela ligera tiene licencia en Norteamérica por J-Novel Club, mientras que el manga tiene licencia por Square Enix. Una adaptación al anime de Maho Film se emitió desde el mes de octubre hasta el mes de diciembre de 2020. Se ha anunciado que darán por confirmado una segunda temporada del anime.

## Sinopsis
Ryoma Takebayashi es un hombre solitario que llevó una vida llena de dificultades hasta que muere de un desafortunado accidente mientras duerme, que llegó a un final bastante repentino y decepcionante. Ryoma nunca había tenido una vida bendecida, pero después de su muerte, tres grandes dioses buscaron su cooperación y lo reencarnaron como un niño en otro mundo con espadas y magia. Al recibir la más cordial y divina bienvenida de los dioses, Ryoma decide vivir tranquilamente por su cuenta en el bosque por el momento, donde hace uso de sus conocimientos y habilidades innatos, combinados con las bendiciones de los dioses. Trabajando diligentemente en la magia y la caza, la mayor pasión de Ryoma es investigar sus slimes domesticados. Mientras entrena una variedad de slimes (algunos recién descubiertos), se levanta el telón de esta fantasía de vida tranquila que celebra una segunda vida con gente amable en otro mundo.

## Personajes

### Principales
Ryoma Takebayashi (竹林 竜馬 Takebayashi Ryoma?)
Seiyū: Azusa Tadokoro (niño), Leonardo Novoa (español latino, niño); Hiroki Yasumoto (adulto, vida anterior)
Ryoma vivió una vida tranquila como oficinista / asalariado en Japón antes de morir mientras dormía. Debido a su comportamiento diligente y amable, se gana la gracia de los dioses que lo envían a otro mundo como un niño de 8 años donde vive en un bosque durante tres años mientras pule sus habilidades y domestica cientos de slimes, haciendo uso de sus múltiples habilidades en diversas tareas, desde el combate (debido a su experiencia en artes marciales) y la caza (con sus slimes) hasta la limpieza y la artesanía y también el trato con otras personas (debido a su origen), hasta conocer a la familia Jamil que le da una cálida bienvenida. entre ellos. Decidido a vivir de forma independiente, se niega a excederse en su hospitalidad y busca formas de llegar a fin de mes por sí mismo.
Eliaria (エリアリア?)
Seiyū: Yūki Kuwahara, Paola Echeverría (español latino)
Heredera del ducado de Jamil, Eliaria es una niña de 11 años que se convierte en la amiga íntima de Ryoma. Al igual que Ryoma, ella es una domadora de monstruos y su cuerpo está dotado de un gran potencial mágico, siendo de una familia de personas con la misma configuración de reencarnación, su ancestro femenino fue un domador legendario, su ancestro masculino fue un mago legendario, pero ha dificultad para controlarlo, hasta que Ryoma le enseña cómo entrenarse adecuadamente.

### Hogar de los Jamil
Reinhart (ラインハルト?)
Seiyū: Daisuke Ono, Luis Leonardo Suárez (español latino)
El duque de Jamil y el padre de Eliaria, se encuentra con Ryoma en el bosque y se convierte en su amigo, luego lo invita a vivir con su familia.
Elise (エリーゼ?)
Seiyu: Saori Hayami, Rebeca Gómez (español latino)
Duquesa de Jamil y esposa de Reinhart. Al conocer a Ryoma, rápidamente se encariña con él, tratando al niño como a su propio hijo.
Reinbach (ラインバッハ?)
Seiyū: Takehito Koyasu, Octavio Rojas (español latino)
El ex duque de Jamil, es el padre de Reinhart y un conocido domador de monstruos.

### Deidades
Lulutia (ルルティア?)
Seiyū: Kikuko Inoue, Cristina Hernández (español latino)
La diosa de la curación y el amor. Cuando visitó la Tierra, pasó su tiempo comiendo lo que quería.
Kufo (クフォ?)
Seiyū: Makoto Koichi
El dios de la vida. Cuando visitó la Tierra, pasó su tiempo viajando por todo el mundo, incluso las profundidades de la Atlántida y el desierto del Sahara.
Gain (ガイン?)
Seiyū: Motomu Kiyokawa
El dios de la creación. Cuando visitó la Tierra, pasó su tiempo escuchando a grupos de idols.

### Aventureros
Miya (ミーヤ?)
Seiyū: Marika Kouno, Daniela Neach (español latino)
Una mujer gato y aventurera de rango B. Se convierte en el primer cliente de Ryoma después de que él se convierte en un aventurero cuando se le encarga limpiar su casa, y luego se convierte en su amigo.
Worgan (ウォーガン?)
Seiyū: Tetsu Inada
El maestro de la rama Gimuru del Gremio de Aventureros.
Welanna (ウェルアンナ?)
Seiyū: Yūki Hirose
Una mujer lobo y amiga de Miya.
Mizelia (ミゼリア?)
Seiyū: Yūki Takada
Una mujer tigre y amiga de Miya.
Cilia (シリア?)
Seiyu: Yui Fukuo
Una mujer coneja y amiga de Miya.

### Vida anterior
Tabuchi (田淵?)
Seiyū: Makoto Furukawa
Compañero de trabajo de Ryoma durante su vida anterior. Ryoma nombró el primer slime que domó en su honor, pero este muere dejando solo su núcleo.

## Medios

### Novelas ligeras
La serie fue publicada por primera vez en línea en el sitio web Shōsetsuka ni Narō en enero de 2014 por Roy. Luego se lanzó una versión revisada de la serie en septiembre de 2015. Más tarde fue adquirida por Hobby Japan, quien publicó el primer volumen como una novela ligera bajo su sello HJ Novels en septiembre de 2017. La serie tiene licencia en Norteamérica por J-Novel Club.

### Manga
Una adaptación del manga de la serie por Ririnra comenzó la serialización en la aplicación y sitio web Manga UP! de Square Enix el 29 de noviembre de 2017. El manga tiene licencia en Norteamérica por Square Enix.

### Anime
Hobby Japan anunció una adaptación al anime de la serie el 20 de febrero de 2020, que luego se confirmó que era una serie de televisión el 17 de abril de 2020. La serie fue animada por Maho Film y dirigida por Takeyuki Yanase, con Kazuyuki Fudeyasu como editor de la historia y guionista, Kaho Deguchi como diseñador de personajes con Ririnra a quien se le atribuyen los diseños originales y Hiroaki Tsutsumi componiendo la música. Si bien el primer episodio tuvo una proyección de estreno avanzada en FunimationCon 2020 el 3 de julio de 2020, la serie se emitió oficialmente durante 12 episodios en Japón del 4 de octubre al 20 de diciembre de 2020 en Tokyo MX y BS Fuji. Azusa Tadokoro interpretó el tema de apertura "Yasashii Sekai", mientras que MindaRyn interpretó el tema de cierre "Blue Rose knows".
La serie tiene licencia fuera de Asia por Funimation. Medialink también obtuvo la licencia de la serie en el sur y sudeste de Asia y la transmitió en su canal de YouTube Ani-One. El 31 de octubre de 2020, Funimation anunció que la serie recibiría un doblaje en inglés, que se estrenó al día siguiente. Tras la adquisición de Crunchyroll por parte de Sony, la serie se trasladó a Crunchyroll obteniendo la licencia de la serie fuera de Asia.
El 4 de junio de 2021 se anunció una segunda temporada. Yuka Yamada reemplaza a Kazuyuki Fudeyasu como guionista. Se estrenará el 8 de enero de 2023. MindaRyn interpretará el tema de apertura "Way to go", mientras que Azusa Tadokoro interpretará el tema final "Drum-shiki Tansaki".
El 30 de mayo de 2023, Crunchyroll anunció que la serie había recibido un doblaje en español latino, la cual se estrenó el 8 de junio (primera temporada) y la segunda temporada (19 de octubre).